# Shin'ichi Mutō
Shin'ichi Mutō (武藤 真一 Mutō Shin'ichi?, nacido el 2 de abril de 1973 en Miyagi) es un exfutbolista japonés. Jugaba de centrocampista y su último club fue el FC Ganju Iwate de Japón.

## Trayectoria

### Clubes
| Club                | País  | Año         |
| ------------------- | ----- | ----------- |
| JEF United Ichihara | Japón | 1992 - 2003 |
| Oita Trinita        | Japón | 2003        |
| Grulla Morioka      | Japón | 2004 - 2005 |
| FC Ganju Iwate      | Japón | 2006 - 2007 |